# 明曹-奈巴尔德·伊尔迪科
明曹-奈巴尔德·伊尔迪科（匈牙利語：Mincza-Nébald Ildikó，1969年12月6日—），生于布达佩斯，匈牙利女子击剑运动员，主攻重剑，她曾参加1992年、2000年、2004年和2008年四届奥运，其中在2008年北京奥运获得女子个人重剑的铜牌。